# Азимджанова, Сабохат Азимджановна
 Сабохат Азимджановна Азимджанова (1 апреля 1922, Ташкент — 26 апреля 2001, Ташкент) — известный узбекский историк-востоковед и источниковед, доктор исторических наук, профессор, действительный член АН РУз.

## Биография
Родилась 1 апреля 1922 г. в Ташкенте.
В 1942 г. окончила Ташкентский педагогический институт.
В 1946—1950 гг. была аспирантом Института востоковедения АН УзССР.
С 1949 г. работала в Институте востоковедения имени Абу Райхана Беруни АН УзССР сначала на должности младшего, затем старшего научного сотрудника. В 1955—1976 гг. С.Азимджанова была директором ИВ АН УзССР.
В 1953 г. С.Азимджанова защитила кандидатскую диссертацию «К истории Ферганы второй половины XV века», а в 1968 г.— докторскую на тему: «Государство Бобура в Кабуле и Индии».
В 1971 г. была удостоена Государственной премии Узбекской ССР в области науки и техники им. Абу Райхана Беруни.
В 1995 стала академиком АН УзССР.
Была супругой узбекского этнографа К.Шаниязова.
Скончалась 26 апреля 2001 года.